# Hedehusene Idrætspark
Hedehusene Idrætspark er et stadion i Hedehusene i Høje-Taastrup kommune.
I idrætsparken findes der: en 11-mands opvisningsbane, to 11-mandsbaner, fire 8-mandsbaner, fire 5-mandsbaner, to 3-mandsbaner, en kunstgræsbane og en cricketbane.
Hedehusene Idrætspark er hjemmebane for Fløng-Hedehusene Idræt Fodbold.